# Effectif actuel du Kraken de Seattle
| No    | Nom                | Nat. | Position      | Arrivée                          | Salaire        |
| ----- | ------------------ | ---- | ------------- | -------------------------------- | -------------- |
| +030, | Martin Jones       |      | Gardien       | 2022 - Agent libre               | +02 000 000, $ |
| +031, | Philipp Grubauer   |      | Gardien       | 2021 - Agent libre               | +05 900 000, $ |
| +060, | Chris Driedger     |      | Gardien       | 2021 - Panthers de la Floride    | +03 500 000, $ |
| +003, | William Borgen     |      | Défenseur     | 2021 - Sabres de Buffalo         | +00900 000, $  |
| +004, | Justin Schultz     |      | Défenseur     | 2022 - Agent libre               | +03 000 000, $ |
| +006, | Adam Larsson – A   |      | Défenseur     | 2021 - Oilers d'Edmonton         | +04 000 000, $ |
| +008, | Cale Fleury        |      | Défenseur     | 2021 - Canadiens de Montréal     | +00750 000, $  |
| +023, | Gustav Olofsson    |      | Défenseur     | 2021 - Agent libre               | +00750 000, $  |
| +024, | Jamie Oleksiak     |      | Défenseur     | 2021 - Stars de Dallas           | +04 600 000, $ |
| +028, | Carson Soucy       |      | Défenseur     | 2021 - Wild du Minnesota         | +02 750 000, $ |
| +029, | Vince Dunn         |      | Défenseur     | 2021 - Blues de Saint-Louis      | +04 000 000, $ |
| +007, | Jordan Eberle – A  |      | Ailier droit  | 2021 - Islanders de New York     | +05 500 000, $ |
| +009, | Ryan Donato        |      | Centre        | 2021 - Agent libre               | +01 200 000, $ |
| +010, | Matthew Beniers    |      | Centre        | 2021 - Repêchage                 | +00897 500, $  |
| +013, | Brandon Tanev      |      | Ailier gauche | 2021 - Penguins de Pittsburgh    | +03 500 000, $ |
| +017, | Jaden Schwartz – A |      | Ailier droit  | 2021 - Agent libre               | +05 500 000, $ |
| +019, | Jared McCann       |      | Ailier gauche | 2021 - Maple Leafs de Toronto    | +05 000 000, $ |
| +021, | Alexander Wennberg |      | Centre        | 2021 - Agent libre               | +04 500 000, $ |
| +022, | Oliver Bjorkstrand |      | Ailier droit  | 2022 - Blue Jackets de Columbus  | +05 400 000, $ |
| +025, | Karson Kuhlman     |      | Centre        | 2022 - Ballottage                | +00825 000, $  |
| +037, | Yanni Gourde – A   |      | Centre        | 2021 - Lightning de Tampa Bay    | +05 166 666, $ |
| +051, | Shane Wright       |      | Centre        | 2022 - Repêchage                 | +00950 000, $  |
| +067, | Morgan Geekie      |      | Centre        | 2021 - Hurricanes de la Caroline | +01 400 000, $ |
| +072, | Joonas Donskoi     |      | Ailier droit  | 2021 - Avalanche du Colorado     | +03 900 000, $ |
| +091, | Daniel Sprong      |      | Ailier droit  | 2022 - Capitals de Washington    | +00750 000, $  |
| +095, | André Burakovsky   |      | Ailier gauche | 2022 - Agent libre               | +05 500 000, $ |

1. ↑  (en) « Kraken de Seattle », sur www.capfriendly.com (consulté le 11 avril 2022).
2. ↑  (en) « Effectif actuel du Kraken de Seattle », sur Eliteprospects.com